# برنار بلانکان
برنار بلانکان (فرانسوی: Bernard Blancan‎؛ زادهٔ ۹ سپتامبر ۱۹۵۸) یک هنرپیشه اهل فرانسه است. وی از سال ۱۹۸۹ میلادی تاکنون مشغول فعالیت بوده‌است.
وی برنده جایزه بهترین بازیگر مرد جشنواره فیلم کن در سال ۲۰۰۶ شده است.
از فیلم‌ها یا برنامه‌های تلویزیونی که وی در آن نقش داشته است می‌توان به سکوت جوآن، روزهای افتخار و اتصال اشاره کرد.